# Шок-сајт
Шок-сајт је интернет термин који представља сајт који је замишљен да буде увредљив, узнемирујући или да изазове гађење код гледалаца. Његов садржај се састоји од узнемирујућег материјала који се истовремено сматра и неукусним и грубим, и обично је порнографске, скатолошке (изучавање фекалија), изузетно насилне, изузетно просте или изузетно провокативне природе. Неки сајтови приказују статичну слику, анимацију или видео-снимак и неретко се на њих упућује путем линка у електронској пошти или се маскирају у порукама на дискусионим сајтовима као преваре а у циљу навођења читалаца да посете наведени сајт. Већина ових сајтова нема другу сврху осим отвореног приказивања узнемирујућег материјала.
Неки шок-сајтови постали су дио интернет мим супкултуре. Goatse.cx је садржао страну посвећену умјетничким дјелима фанова која су одавала омаж hello.jpg слици на насловној страни. Једна од ових слика била је послата на конкурс за алтернативно решење логотипа за Летње олимпијске игре 2012. у Лондону и јавно приказана у програму телевизије BBC Шок видео познат као 2 Girls 1 Cup (две девојке, једна посуда) постао је интернет феномен, а бројни снимци реакција људи који гледају овај снимак постали су често дељен материјал на веб-сајтовима попут Јутјуба.

## Примери шок-сајтова

### Goatse.cx
Goatse.cx био је један од најпознатијих шок-сајтова, приказујући слику човјека који растеже свој анус рукама. Сајт је имао страницу посвећену креацијама фанова које су карикирале или одавале почаст главној слици на сајту. Пародија на ову слику приказана је на вестима телевизије BBC као предлог логотипа за Летње олимпијске игре 2012. у Лондону.

### 2 Girls 1 Cup
2 Girls 1 Cup је чувени шок-сајт/вирусни видео који приказује копрофилију и еметофилију. Сајт је изазвао огромну пажњу на интернет форумима и видео сајтовима, и створио поплаву видео-снимака реакција људи који први пут гледају овај снимак. Међу овим снимцима је и снимак реакције водитеља и комичара Џоа Рогана. Видео-снимак је помињан и у епизоди серијала Best Week Ever телевизије VH1, и цртаној серији Породични човек.

### Stile Project
Stile Project, који је освојио награду Веби 2000. године у категорији уврнуто и „избор народа" претворио се у сајт са обиљем порнографског и екстремног материјала. Магазин Вајерд је овај сајт назвао „шок-сајтом“ у чланку из 2001.

### Lemonparty
Lemonparty.org садржи слике тројице старијих људи који се, док леже на кревету, љубе и упражњавају орални секс. Слика је помињана у телевизијским програмима као што је Ток-шоу са Спајком Ферстином, 30 Rock, и у четвртој епизоди друге сезоне цртане серије Кливленд Шоу.

## Скример
Путање ка оваквим сајтовима се најчешће налазе на форумима или у мејловима.
Садржај је монструм који искаче и вришти, али претходно вас тера да се концентришете. На пример код оптичких илузија. Концентришете се на бројање неких камуфлираних коња и изненада ускаче монструм који вришти. Има га и у видео-клиповима на Јутјубу.